# 后殖民主义
后殖民主义（英語：Postcolonialism），是1970至1980年代产生的一种思潮和学术理论，主要目的是反思殖民主义，特别强调文化、知识领域内对殖民主义、新殖民主义、西方中心主义等现象的反思与批判。后殖民主义者认为，因为殖民主义等历史原因，现代文化被西方文化所垄断。非西方文化想要被世界接纳、现代化，就必须采用西方的语言、文化、思想，因此依然深受殖民主义的压迫。
学者对于后殖民主义中“后”字的理解，也充满分歧。后殖民主义并不认为殖民主义已经结束，相反，它认为殖民统治正式结束后，殖民权威依然残留。也有观点认为，世界要真正摆脱殖民主义，在理论上是可行的，但现实中尚未成功。

## 历史
后殖民主义起源于西方动荡的60年代，冲击了传统的西方文化、宗教和价值观。法国五月风暴、捷克斯洛伐克的布拉格之春，美国的反越战运动、美国民权运动等事件，以及反文化、性解放、嬉皮士、摇滚乐、女权主义等现象，导致西方学术界开始进行文化反思。后结构主义、后现代主义、后殖民主义等理论由此而生。
二十世纪八九十年代，后殖民主义通过翻译和学者介绍，被引入中国，一度引起社会关注和辩论。

## 概要
后殖民主义主要将对现代性的反思，从西方内部扩张为全球性研究，如提出第一世界与第三世界在全球化进程中，存在的文化上不平等问题。后殖民主义理论从边缘、他者的角度，批判、解构西方的现代性，并强调18世纪至20世纪的殖民统治，对世界各地政治、美学、经济、历史和社会的影响。
后殖民主义者认为，现代世界和社会根本上受帝国主义和殖民统治的历史影响。就如左翼经济学家认为经济剥削不需直接政治或军事统治，后殖民主义者认为欧洲哲学、文学、历史等人文学科，均带有从属（subordination）思想，与欧洲在世界各地的殖民压迫切切相关。而被殖民的世界则被其遗忘。后殖民主义不同于唯物主义，它认为知识不只是反映经济、政治利益；也不同于唯心主义，它认为学术不无私、也不中立。

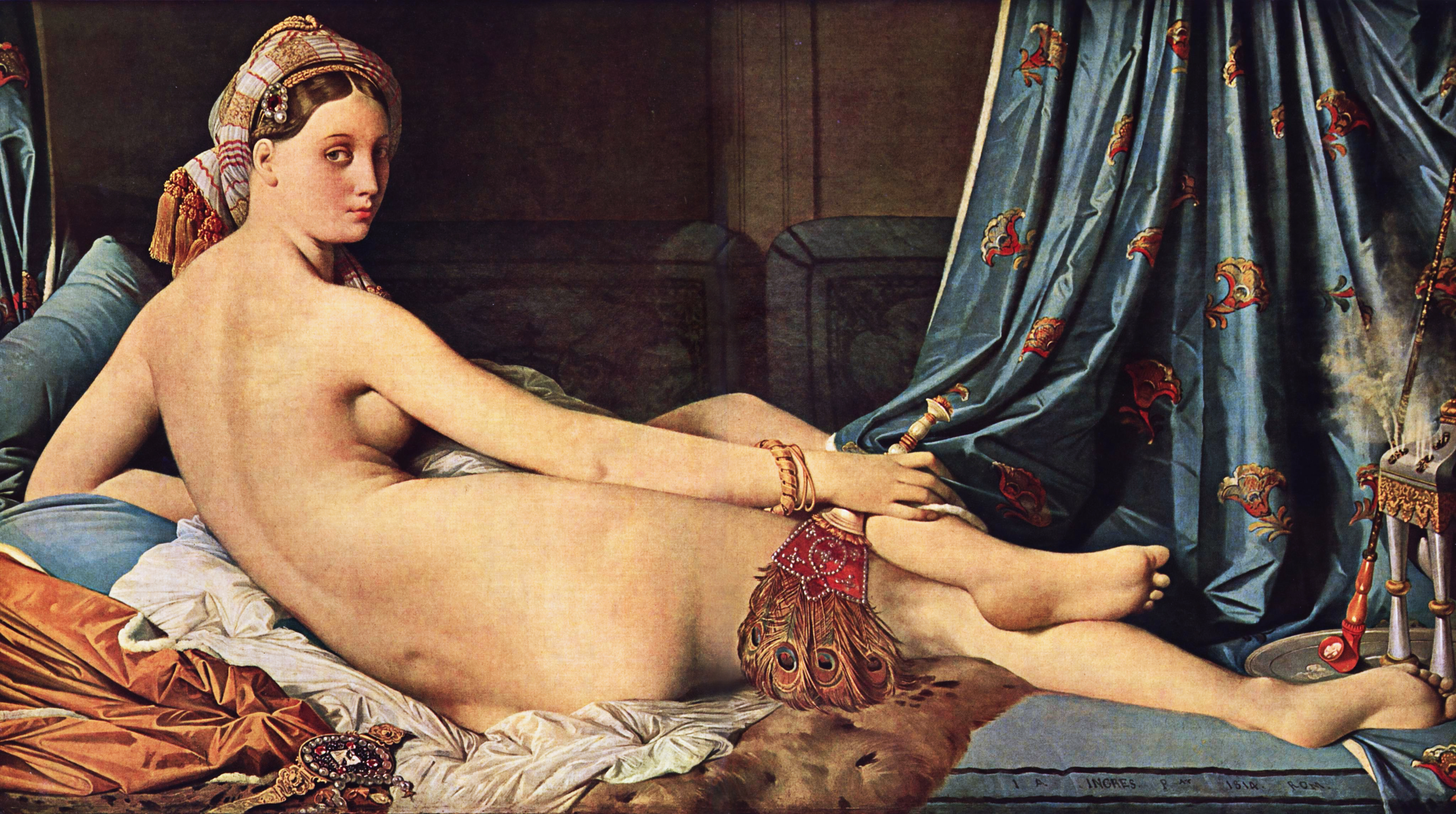
法国画家让·奥古斯特·多米尼克·安格尔的《大宮女》，畫中的女性為東方主義中典型的鄂圖曼宮女形象。

因此，后殖民主义批评家可能会评价《鲁滨逊漂流记》带有殖民主义意识形态，体现于鲁滨逊对遇难的土地的“殖民化”，并对黑人星期五有殖民主义态度。约瑟夫·康拉德的《黑暗的心》，虽然明显带有的反殖民主义色彩，却依然指出被殖民者的野蛮，并衬托欧洲人的文明。后殖民主义的作家则试图从被殖民人民的角度出发，对抗歌颂探险家、殖民者的欧洲中心主义叙事。如奇努阿·阿切贝的长篇小说《瓦解》，便描述了英国人的征服导致成千上万尼日利亚人死亡和被奴役，并指出殖民政府将西方宗教和经济强加给尼日利亚人所造成的负面影响。
后殖民主义的代表作包括爱德华·萨义德的《东方学》一书。在《东方学》中，萨义德采用了福柯的言谈分析技术，并应用于描述中东知识的生产。东方主义一词描述了一套结构化的概念，被用来生产、解释和评价欧洲以外的人。萨义德的分析，造就了后殖民主义学者的研究，使其能解构文学、历史文本，以了解它们如何反映和增进帝国主义。萨义德强调知识（而非仅是经济或政治）与权力之间的关系。继福柯之后，萨义德也认为「话语」是一种知识形式。它不是工具性地为权力服务，而是本身就是权力的一种形式。
通过将帝国主义的文化和认识论前景化（foregrounding），萨义德否定了「价值中立的知识」（value-free knowledge）的存在，认为其只是一种意识形态假设。根据萨义德的思想，「认识东方」本身，包括历史学、社会学、文学、人类学，尤其是语文学的东方研究，都是西方支配东方计划一部分。因此，东方主义延伸了对西方认识论的后结构主义批判，扩展了其地理和历史范围。实践中的东方主义，通过构建出「他者」、稳定了欧洲的定义。东方主义创建了对比性，基于二元对立（理性/非理性、心灵/身体、秩序/混乱），稳定了欧洲的焦虑。萨义德强调，组织、分类关于东方知识的过程，也是东方主义保持欧洲权威的手段。

## 批判

### 自由主义批判
萨伊德的《东方主义》的批评者指出，萨伊德在哲学认识论上为反本质主义，但对东方学的却持本质主义态度。如果真的没有本质、没有真实、没有真理，对东方学也应该适用，也就不可能将东方学定性，归到西方殖民工具：
如果话语的任何建构，必定伴随着对于客观实在性的扭曲，那么萨伊德的这本书即是对表述的再表述，对扭曲的再扭曲，与东方学和阿拉伯世界的实在性都没有什么干系。

如果东方的实在性纯属子虚乌有，那么东方学又是怎样去遮蔽，去扭曲了东方的实在性？对东方学者的批判又该从何谈起呢？
同时，萨伊德认为西方启蒙主义和人道主义本质上是西方殖民扩张的依据。但萨伊德批判殖民扩张的依据也依然是启蒙主义和人道主义思想。如果启蒙话语被彻底解构、被抛弃，那所谓后现代、后殖民的批评，则也无法自立，因此后殖民主义本身的价值是匮乏的。

### 第三世界批判
后殖民主义的批评者也指出，虽然后殖民主义是在批判西方文化中心论，但仍然基于西方的现代化及其知识体系，并未跨越西方中心论。因此，后殖民主义仍然是西方后现代主义自我反思的一部分。后殖民主义学者依然立身于西方学术界，多为中产阶级教授；他们立志于批判西方文化，试图用第三世界增强自己的话语权，但同时也和其他西方学者一样，对非西方的文化、政治、经济和社会问题毫不关心。除了肤色和族裔，他们与第三世界的联系异常薄弱，因此他们对其他学者的批判也可以用在自己身上。

### 马克思主义及其他批判
另有批评认为，后殖民主义将社会问题都归于文化因素，和经济决定论一样，是不可取的极端的一元决定论。部分马克思主义学者认为，后殖民主义只注重资本主义的叙事，违反了唯物主义、理性主义、社会进步等马克思主义核心观念。同时，部分后殖民主义者专注属下阶层，无视了无产阶级的共同利益和共同的阶级性。同时，后殖民主义和其他后现代批判理论一样，只是60年代西方的文化与社会革命失败之后，左翼知识分子逃回学术界，创造的学院性理论，充满了政治逃避主义的色彩。
过度的文化批判并不能带来社会、国家的现代化以及生活水平的提高，比如中国的文化大革命便带来了灾难性的后果。批评者认为，后殖民主义在助长发展中国家对本土文化的本质化倾向。发展中国家亦不可因后殖民主义的分析，便盲目拒绝西方先进国家的经验，或将其简单理解为受殖民话语的压迫。后殖民主义还可能激发民族主义、保守主义、反西方主义，反而加强中国政府对人民的控制，无异于文化上的义和拳、反动主义。相反的批评认为，如果后殖民主义瓦解了民族国家的主体认同，实际就是为新自由主义和跨国资本的全球性扩张铺路。
甚至于对殖民一词，也有学者认为其过于概括，模糊了非常不同的领土的历史、统治方式上的不同。有学者认为，中国从未成为殖民地，何来后殖民主义批判？把后殖民主义未加反思便搬入中国，只是再次引进西方思潮、新一波的西化。

## 扩展阅读

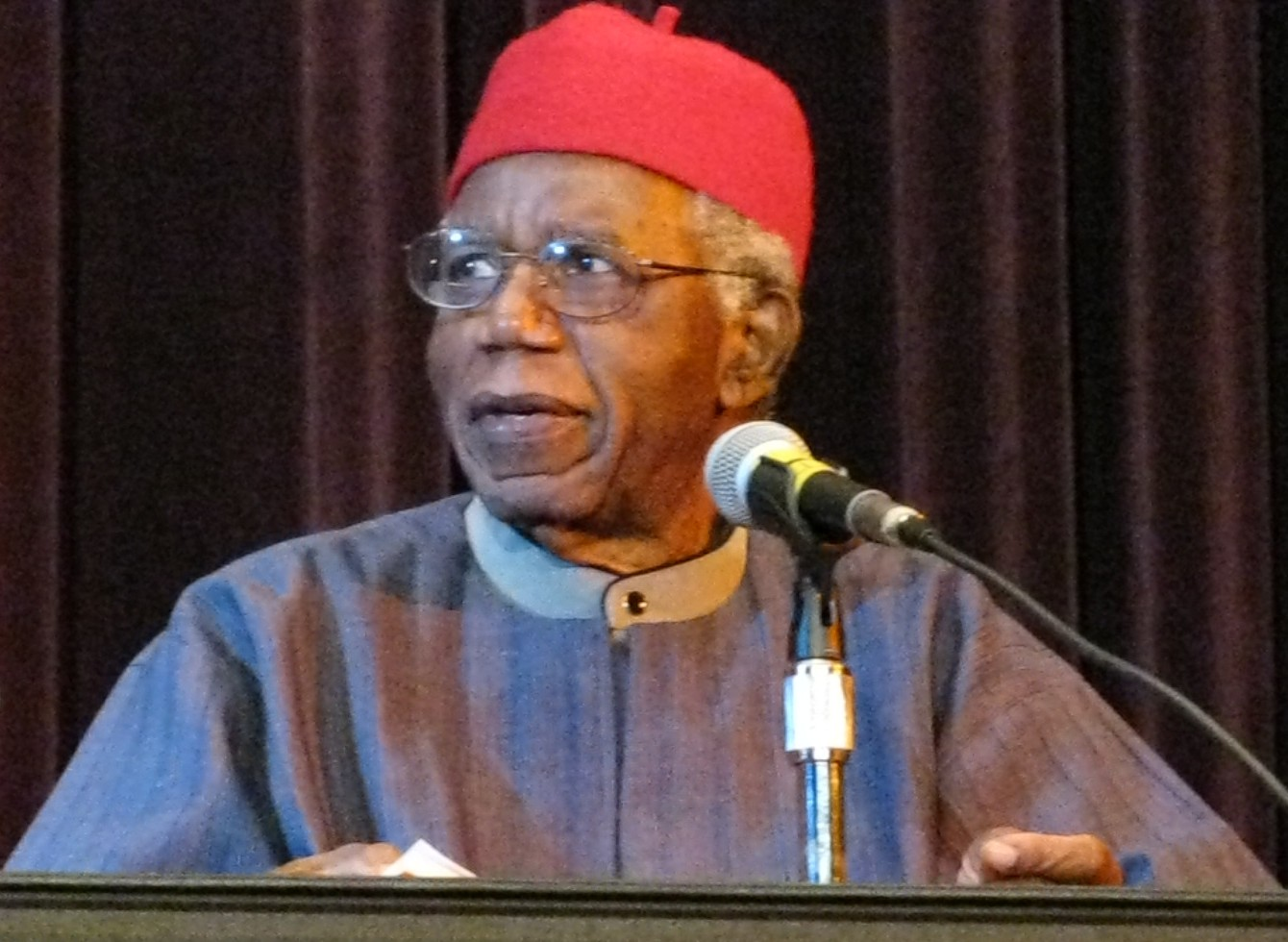
奇努阿·阿切贝的长篇小说《瓦解》，被视为后殖民主义的文学作品。

- Loomba, Ania. Colonialism/Postcolonialism. London: Routledge, 2005.
- Gandhi, Leela. Postcolonial Theory: An Introduction. New York: Columbia University Press, 1998.
- Young, Robert J. C. Postcolonialism: An Historical Introduction. London: Blackwell, 2001.
- Young, Robert J. C. Postcolonial Theory: A Very Short Introduction. Oxford: Oxford University Press, 2003.

- Gregory, Derek. . Hoboken,NJ.: Wiley-Blackwell Publishing. 2009.
- Fanon, Frantz. . New York: Grove Press. 1963. ISBN 978-0-8021-5083-7.
- Fischer-Tiné, Harald. . European History Online. 2011  [2020-08-13]. （原始内容存档于2020-11-14）.
- Hart, Jonathan; Goldie, Terrie. . Makaryk, Irene Rima; Hutcheon, Linda; Perron, Paul  (编). . Toronto, Canada: University of Toronto Press. 1993  [14 November 2011]. ISBN 0-8020-5914-7. （原始内容存档于2020-09-30）.
- Kumaraswamy, P. R. . The Middle East Review of International Affairs. March 2006, 10 (1, Article 5).
- Quayson, Ato. . Polity Press, Blackwell Publishers Ltd. 2000  [22 November 2011]. ISBN 978-0-7456-1712-1. （原始内容存档于2020-08-20）.
- Sadiki, Larbi. . India: C. Hurst & Co. Ltd. 2004. ISBN 978-1-85065-494-0.
- Said, Edward. . New York: Pantheon. 1978. ISBN 978-0394428147.
- Spivak, Gayatri Chakravorty.  (PDF). 1990  [2020-08-13]. （原始内容存档 (PDF)于2012-01-05）. |url-status=和|dead-url=只需其一 (帮助)

### 代表人物
- 萨义德
- 斯皮瓦克
- 霍米·巴巴
- 阿里夫·德里克
- 罗伯特·J·C·扬